# Martin Sallmann
Martin Sallmann (* 10. Dezember 1963 in Kreuzlingen) ist ein Schweizer Theologe und Professor für Kirchengeschichte.

## Leben
Martin Sallmann wuchs in Speicher AR auf und studierte 1984–1991 Theologie an den Universitäten von Basel und Bern. 1993–1997 war er wissenschaftlicher Assistent für Kirchengeschichte an der Theologischen Fakultät der Universität Basel bei Ulrich Gäbler. 1997 promovierte er mit einer Dissertation über Huldrich Zwinglis theologischen Denkweg im „De vera et falsa religione commentarius“, für die er 1998 den Fakultätspreis erhielt. 1997–2005 wirkte er als wissenschaftlicher Oberassistent für Kirchengeschichte an der Theologischen Fakultät Basel. 2004 habilitierte er sich ebenda und wurde  Privatdozent der Kirchengeschichte ernannt. 2004–2008 war er Vorsteher des Theologischen Alumneums Basel.
Sallmann hatte von 2007 bis 2014 eine ausserordentliche Professur für Neuere Kirchengeschichte an der Universität Bern inne, die 2014 in eine ordentliche Professur umgewandelt wurde. Seit 2012 ist der zudem Dekan der theologischen Fakultät Bern.
Seine Forschungsschwerpunkte liegen in der Geschichte des schweizerischen Protestantismus von der Reformation und Konfessionalisierung über die Orthodoxie bis zum Pietismus und der Erweckungsbewegung.
Er ist seit 1989 verheiratet und Vater von vier Kindern.